# Zračna luka Paysandú
Zračna luka Paysandú češće i Međunarodna luka "Tydeo Larre Borges" (špa. Aeroporto Internacional Tydeo Larre Borges) urugvajska je zračna luka koja služi grad Paysandú na samom zapadu Urugvaja, uz granicu s Argentinom.
Prije se koristila u vojne svrhe, za prevoženje vojničke opreme i namirinica. Nakon gašenja vojne baze na području grada, zračna luka se prebacila i usavršila na pružanje usluga putničkog prijevoza.
Zračna luka ima dvije uzletno-sletne staze, po čemu je jedna od modernijih u zapadnom dijelu Urugvaja.